# Purpuricenus lituratus
Purpuricenus lituratus es una especie de escarabajo longicornio del género Purpuricenus, tribu Trachyderini, familia Cerambycidae. Fue descrita científicamente por Ganglbauer en 1887.
Se distribuye por China, Japón, Corea y Rusia. Mide 17-23 milímetros de longitud. El período de vuelo ocurre en los meses de junio y julio. Parte de su dieta se compone de plantas de las familias Fagaceae, Rosaceae y Vitaceae.